# Amadeus-Verleihung 2001
Die 2. Verleihung des Amadeus Austrian Music Award fand am 9. Mai 2001 in Wien statt.

## Nominierung und Wahl
Es konnten Musiker und Bands nominiert werden, die vom 1. Januar bis 31. Dezember 2000 mindestens ein Mal live aufgetreten sind bzw. deren Werke im gleichen Zeitraum veröffentlicht wurden. Voraussetzung war, dass die Künstler ihren Lebensmittelpunkt in Österreich haben oder österreichische Staatsbürger sind.

## Preisträger

### Solokünstler Pop / Rock national
- „Fön“ von Hubert von Goisern

### Solokünstlerin Pop / Rock national
- „Hey Yo!“ von Joni Madden

### Solokünstler Pop/Rock international
- „Supernatural“ von Santana

### Solokünstlerin Pop / Rock international
- „Not That Kind“ von Anastacia

### Gruppe Pop / Rock national
- „Suzuki“ von Tosca (Dorfmeister/Huber)

### Gruppe Pop / Rock international
- „All That You Can’t Leave Behind“ von U2

### Solokünstler Schlager
- „Mit 66 Jahren“ von Udo Jürgens

### Solokünstlerin Schlager
- „So was wie Liebe“ von Michelle

### Gruppe volkstümlicher Schlager
- „I bin der Teufelsgeigerbua“ von Ursprung Buam

### Single des Jahres national
- „One to Make Her Happy“ von Marque

### Single des Jahres international
- „Around The World“ von ATC

### Dance Act des Jahres (Kooperation mit Deejay Top 4ty)
- Gigi D’Agostino

### Alternative Act des Jahres (Kooperation mit FM4)
- Waxolutionists

### Weitere Nominierte
- Äbyss
- Christoph & Lollo
- DZihan & Kamien
- Echophonic
- Garish
- Heinz
- Kamp & DJ Fester
- Lichtenberg
- Louie Austen & Mario Neugebauer
- Mika
- naca7
- Peace Orchestra
- Schneiderberg
- Schönheitsfehler
- Superformy
- Texta
- Tosca
- Total Chaos
- UKO

### Jazz/Blues/Folk Künstler, Künstlerin oder Gruppe des Jahres national
- „Mauthausen“ von Joe Zawinul

### Crossover Künstler, Künstlerin oder Gruppe/Ensemble des Jahres national
- „Latino Classics“ von Helmut Lotti

### Klassik Künstler, Künstlerin oder Gruppe/Ensemble des Jahres national
- Neujahrskonzert 2000 von Riccardo Muti & Wiener Philharmoniker

### Newcomer des Jahres national
- Marque

### Best Soundtrack/Best Cast Recording
- Mission: Impossible II

## Fachjurywertungen

### Würdigung des Lebenswerkes eines österreichischen Interpreten
- Günter Brödl

### Österreichischer Produzent des Jahres
- UltimaTIEF

### Österreichischer Remixer des Jahres
- Peter Rauhofer

### Beste österreichische Compilation/Marketing Idee des Jahres
- Die großen 3 der Volksmusik

### Österreichischer Handelspartner des Jahres
- Heinz Weiglhofer / Kastner & Öhler Graz

### Österreichischer Musikpartner des Jahres
- Andy Zahradnik / Media Control

### Erfolgreichster österreichischer Künstler im Ausland
- DJ Ötzi

## Besondere Auszeichnungen

### Lebenswerk
- Günter Brödl